# 秦渠
秦渠，位于宁夏回族自治区吴忠市青铜峡市、利通区、灵武市，是中华人民共和国宁夏回族自治区文物保护单位之一。
秦渠位于宁夏平原黄河以东，渠口在黄河青铜峡峡口东侧，因始凿于秦而得名。自北魏《水经注》记载，称为“河沟”。
在蒙古灭西夏之战时期，因战乱被毁，水道淤积。元世祖下诏疏通宁夏诸渠。。
元代、明代称“秦家渠”。
2010年12月6日，授予宁夏回族自治区文物保护单位，是一座古建筑。